# المعزون (رواية)
المُعَزُّون (بالإنجليزية: The Comforters)‏ هي رواية للكاتبة الإسكتلندية موريل سبارك، نشرت عام 1957، لأول مرة عن دار نشر ماكميلان في المملكة المتحدة وليبينكوت في الولايات المتحدة. 

## روابط خارجية
- المعزون على موقع الموسوعة البريطانية (الإنجليزية)